# Concept Car Company
Concept Car Company war ein britischer Hersteller von Automobilen.

## Unternehmensgeschichte
Andy und Chris Mynheer gründeten 1993 das Unternehmen in Oxford in der Grafschaft Oxfordshire. Sie begannen mit der Produktion von Kits. Der Markenname lautete Bandit. 1995 erfolgte die offizielle Vorstellung von Komplettfahrzeugen auf der IAA in Frankfurt am Main. 1997 endete die Produktion. Insgesamt entstanden etwa fünf Exemplare.

## Fahrzeuge
Das einzige Modell wird als eine Mischung aus Buggy, Sportwagen und Hot Rod bezeichnet. Die Basis bildete ein Spaceframe-Rahmen. Darauf wurde eine offene viersitzige Karosserie aus Fiberglas montiert. Ein Hardtop war erhältlich. Zur Wahl standen Ottomotoren von Rover mit 1400 cm³ Hubraum und Dieselmotoren von Peugeot mit 1500 cm³ Hubraum.